# Lee Casciaro
Lee Casciaro (Gibraltar, 29 de septiembre de 1981) es un futbolista gibraltareño que juega en la demarcación de delantero para el Lincoln Red Imps FC de la Gibraltar Football League.

## Selección nacional
Debutó con la selección de fútbol de Gibraltar el 7 de septiembre de 2014 en un partido de clasificación para la Eurocopa 2016 contra Polonia, con un resultado de derrota por 0-7. El 20 de marzo de 2015, marcó el primer gol para Gibraltar en competición internacional, marcando a Escocia en un partido que finalizó con un resultado de 6-1 a favor del combinado escocés.

### Goles internacionales
| # | Fecha                   | Estadio                        | Oponente | Gol | Resultado | Competición                                          |
| - | ----------------------- | ------------------------------ | -------- | --- | --------- | ---------------------------------------------------- |
| 1 | 29 de marzo de 2015     | Hampden Park, Glasgow, Escocia | Escocia  | 1-1 | 6-1       | Clasificación para la Eurocopa 2016                  |
| 2 | 13 de noviembre de 2016 | Estadio GSP, Nicosia, Chipre   | Chipre   | 1-1 | 3-1       | Clasificación para la Copa Mundial de Fútbol de 2018 |
| 3 | 15 de octubre de 2019   | Estadio Victoria, Gibraltar    | Georgia  | 1-2 | 2-3       | Clasificación para la Eurocopa 2020                  |

## Clubes
| Club                | País      | Año   | Partidos | Goles |
| ------------------- | --------- | ----- | -------- | ----- |
| Lincoln Red Imps FC | Gibraltar | 2006- | 276      | 224   |

## Palmarés

### Títulos nacionales
| Título                    | Club             | País      | Año     |
| ------------------------- | ---------------- | --------- | ------- |
| Gibraltar Football League | Lincoln Red Imps | Gibraltar | 2006-07 |
| Supercopa Gibralteña      | Lincoln Red Imps | Gibraltar | 2007    |
| Gibraltar Football League | Lincoln Red Imps | Gibraltar | 2007-08 |
| Rock Cup                  | Lincoln Red Imps | Gibraltar | 2007-08 |
| Supercopa Gibralteña      | Lincoln Red Imps | Gibraltar | 2008    |
| Gibraltar Football League | Lincoln Red Imps | Gibraltar | 2008-09 |
| Rock Cup                  | Lincoln Red Imps | Gibraltar | 2008-09 |
| Supercopa Gibralteña      | Lincoln Red Imps | Gibraltar | 2009    |
| Gibraltar Football League | Lincoln Red Imps | Gibraltar | 2009-10 |
| Rock Cup                  | Lincoln Red Imps | Gibraltar | 2009-10 |
| Supercopa Gibralteña      | Lincoln Red Imps | Gibraltar | 2010    |
| Gibraltar Football League | Lincoln Red Imps | Gibraltar | 2010-11 |
| Rock Cup                  | Lincoln Red Imps | Gibraltar | 2010-11 |
| Supercopa Gibralteña      | Lincoln Red Imps | Gibraltar | 2011    |
| Gibraltar Football League | Lincoln Red Imps | Gibraltar | 2011-12 |
| Gibraltar Football League | Lincoln Red Imps | Gibraltar | 2012-13 |
| Gibraltar Football League | Lincoln Red Imps | Gibraltar | 2013-14 |
| Rock Cup                  | Lincoln Red Imps | Gibraltar | 2013-14 |
| Copa de la Liga           | Lincoln Red Imps | Gibraltar | 2013-14 |
| Supercopa Gibralteña      | Lincoln Red Imps | Gibraltar | 2014    |
| Gibraltar Football League | Lincoln Red Imps | Gibraltar | 2014-15 |
| Rock Cup                  | Lincoln Red Imps | Gibraltar | 2014-15 |
| Supercopa Gibralteña      | Lincoln Red Imps | Gibraltar | 2015    |
| Gibraltar Football League | Lincoln Red Imps | Gibraltar | 2015-16 |